# Patrick Cauvin
Pour les articles homonymes, voir Cauvin et Klotz.
Patrick Cauvin, pseudonyme de Claude Klotz, né le 6 octobre 1932 à Marseille et mort le 16 août 2010 à Paris 12e, est un scénariste et romancier français,. Il a publié aussi bien sous son vrai nom que sous son nom de plume.
| Image externe |                             |
|               | Portrait de Patrick Cauvin. |

## Biographie
Fils de Joseph Klotz et de Victoria Cauvin, son père, cheminot, fait de lui « un intoxiqué de l’écran », en l’emmenant très tôt voir une multitude de films américains. Humphrey Bogart incarne alors, à ses yeux, l’image emblématique du cinéma.
Il monte à Paris en 1948(?) et amorce des études peu fructueuses, jusqu'à ce qu'il découvre la philosophie.
De 1951 à 1954, Claude Klotz poursuit ses études à la Sorbonne, où il obtient une licence de philosophie. À son retour de la guerre d'Algérie, il se destine à l'enseignement. De 1964 à 1976, il enseigne les lettres dans un lycée de la région parisienne, le lycée technique Eugène-Ronceray à Bezons et réside dans une HLM à Sarcelles.
En 1973, il aide Joseph Joffo à écrire le best-seller Un sac de billes.
Marqué par la guerre d'Algérie, il écrit des romans noirs sous son vrai nom : une série de treize intrigues policières sanglantes au héros récurrent baptisé Reiner, puis renommé Raner. Lassé de cet univers âpre, Claude Klotz apporte en 1974 une histoire d’amour à son éditeur Jean-Claude Lattès. Ce dernier lui demande de changer de nom s’il espère vendre son roman L’Amour aveugle. Il prend alors le pseudonyme de Patrick Cauvin, le patronyme de sa mère : « J’étais loin d’imaginer que Cauvin battrait Klotz, qu’il vendrait plus de livres, et que cette double identité […] continuerait à désarçonner les gens. »
En 1977, tandis que Monsieur Papa (publié en 1976) sort sur les écrans, mis en scène par Philippe Monnier avec Daniel Auteuil et Claude Brasseur, E=mc² mon amour, une histoire d’amour entre deux jeunes adolescents surdoués, connaît un succès retentissant. Un an plus tard, cette histoire sera également adaptée pour le cinéma, cette fois-ci par George Roy Hill.
En 1980, il est rédacteur d’une chronique de cinéma illustrée par le dessinateur Régis Franc, dans le magazine de bande dessinée Pilote.
Il signe en 1981 Nous allions vers les beaux jours, récit sur la Shoah. Ce traitement romancé de l’Histoire lui a valu de nombreuses critiques. Or il est évident à ses yeux que cette période de l’Histoire peut faire l’objet d’une fiction : « La liberté de l’écrivain — Sartre l’a écrit — est totale, ou n’est pas ! »
En 1982, dans les dédales du temple de Karnak en Égypte, Patrick Cauvin remarque un couple de handicapés qui, dans leur fauteuil, semblent beaucoup s’amuser. Revenu à Paris, il songe à l’histoire de deux jeunes gens qui, en dépit de leurs souffrances physiques, découvrent une certaine joie de vivre : Dans les bras du vent sortira l’année suivante.
Entre la violence de Claude Klotz et la tendresse de Patrick Cauvin, Laura Brams brouille les cartes en 1984. Signée Cauvin, cette histoire d’amour hitchcockienne ressemble étrangement à Klotz. Sans cesse partagé entre sa fascination pour l’image et son art de l’écriture, il joue dans ce récit sur des techniques empruntées au cinéma. « Mon ambition, c’est de faire du lecteur un spectateur. À coups de dialogues qui sont mes moyens à moi de faire des champs et contrechamps. »
En 1985, le temps d’une scène d’un numéro des Dossiers de l'écran, intitulé « La politique est mon métier », il joue le rôle d’un député socialiste des années 1930.
Il reçoit en 1986 le prix Vogue Hommes, pour Haute-Pierre, sorti l’année précédente chez Albin Michel, un prix créé à l’initiative du magazine éponyme et destiné à récompenser un roman français susceptible d’être adapté au cinéma.
En collaboration avec le célèbre dessinateur Enki Bilal, il signe en 1987 Hors jeu (éd. Autrement), œuvre originale sur le football du futur.
Il est le scénariste en 1990 du film Le Mari de la coiffeuse, réalisé par Patrice Leconte.
En 1994, Jean-Pierre Cottet, directeur de l’antenne sur France 3, lui demande son aide pour la création de fictions. Il y occupe un rôle de conseiller et assiste les scénaristes sur l’écriture des dialogues. L'année suivante, Patrick Cauvin est invité à donner une conférence dans un centre culturel à Tananarive (Madagascar) pour évoquer son roman Villa Vanille. Le séjour s’avère être cauchemardesque pour l’écrivain. Il découvre, une fois sur place, que la presse locale est unanimement négative à son égard et passe, de peur d’être la cible de bandits de grands chemins, ses journées confiné dans sa chambre d’hôtel.
Vingt-deux ans après la sortie de E=mc² mon amour, les deux protagonistes, Lauren et Daniel, se retrouvent en 1999 dans Pythagore, je t'adore, qui connaît un franc succès. Alors que le romancier s’était promis de ne jamais écrire de suite, la nostalgie de ses premières intrigues le décide, finalement, à faire revivre ses jeunes héros.
Avec l’œil d’un journaliste attentif et passionné, il signe en 2001 La Reine du monde, un roman colonial dédié aux peuples africains. L'écrivain s’impose un rythme de travail qui n’excède pas quatre heures d’écriture quotidiennes. Patrick Cauvin se met en 2002 dans la peau de son double, Claude Klotz, en signant un thriller : Le Sang des roses. « C’est toujours l’histoire qui décide lequel des deux prend la plume. »
Patrick Cauvin meurt le 16 août 2010 à Paris des suites d'un cancer.

## Œuvre

### Romans

#### Sous le nom de Patrick Cauvin
- L'Amour aveugle, Éditions Jean-Claude Lattès, 1974
- Monsieur Papa, Éditions Jean-Claude Lattès, 1976
- E=mc² mon amour, Éditions Jean-Claude Lattès, 1977
- Pourquoi pas nous ?, Éditions Jean-Claude Lattès, 1978
- Huit jours en été, Éditions Jean-Claude Lattès, 1979
- C'était le Pérou, Éditions Jean-Claude Lattès, 1980
- Nous allions vers les beaux jours, Éditions Jean-Claude Lattès, 1980
- Dans les bras du vent, Éditions Jean-Claude Lattès, 1983
- Laura Brams, Éditions Albin Michel, 1984
- Haute-Pierre, Éditions Albin Michel, 1985
- Povchéri, Éditions Albin Michel, 1987
- Werther, ce soir..., Éditions Albin Michel, 1987
- Rue des Bons-Enfants, Éditions Albin Michel, 1990 (Prix Maison de la Presse)
- Belles Galères, Éditions Albin Michel, 1991
- Menteur, Éditions Albin Michel, 1993
- Tout ce que Joseph écrivit cette année-là, Éditions Albin Michel, 1994
- Villa Vanille, Éditions Albin Michel, 1995
- Présidente, Éditions Albin Michel, 1996
- Théâtre dans la nuit, Éditions Albin Michel, 1997
- Pythagore, je t'adore, Éditions Albin Michel, 1999
- Torrentera, Éditions Albin Michel, 2000
- La Reine du monde, Éditions Albin Michel, 2001
- Le Sang des roses, Éditions Albin Michel, « Spécial Suspense », 2002
- Jardin fatal, Éditions Albin Michel, « Spécial Suspense », 2003
- Le Silence de Clara, Éditions Albin Michel, 2004
- Belange, Éditions Albin Michel, 2006
- Venge-moi !, Éditions Albin Michel, 2007
- Les Pantoufles du samouraï, Plon, 2008
- La Maison de l'été, NiL Éditions, 2008
- Déclic, Plon, 2009
- La Nuit de Skyros, Plon, 2011 (publication posthume)
- La Forteresse de porcelaine, Le Cherche midi, 2012 (publication posthume)
- Frangins, Masque poche, 2014 (publication posthume)

##### Série policièreReiner(Raner)
Le titre de cette série, signée Patrick Cauvin, était Reiner, dans les éditions originales chez Christian Bourgois, et fut ultérieurement changé en Raner, lors de la réédition chez Fleuve noir pour des raisons juridiques. En revanche, dans Le Sang des roses qui conclut les aventures de ce héros, il se nomme à nouveau Reiner. La série sera adaptée à la télévision par Victor Vicas en six épisodes, sous le titre L'Étrange Monsieur Duvallier, avec Louis Velle dans le rôle de Raner.

La réédition dans la collection Fleuve noir n'a pas suivi l'ordre chronologique des parutions initiales, sans qu'il soit donné d'explication, et chaque tome a reçu un numéro dans la série, ce qui laisse penser que ce nouvel ordre était intentionnel.

- « Raner no I » Casse-cash
- « Raner no II » Putsch-punch
- « Raner no III » Jap-job
- « Raner no IV » Alpha-Beretta
- « Raner no V » Dolly-dollar
- « Raner no VI » Bing-banque
- « Raner no VII » Micro-micmac
- « Raner no VIII » Aïe-heil
- « Raner no IX » Cosmos-cross
- « Raner no X » Tchin-tchin-queen
- « Raner no XI » Flic-flash
- « Raner no XII » Karaté-caramel
- « Raner no XIII » Dingo-dague
- Le Sang des roses, Éditions Albin Michel, « Spécial Suspense », 2002

#### Sous le nom de Claude Klotz
- Les Classes, Christian Bourgois, 1968
- Sbang-sbang, Christian Bourgois, 1969
- Et les cris de la fée, Christian Bourgois, 1970
- Les Innommables, Christian Bourgois, 1971 (en collaboration avec Jean Gourmelin)
- Paris Vampire, Éditions Jean-Claude Lattès, 1970 ; réédité sous le titre Dracula père et fils en 1983
- Putsch-punch, Christian Bourgois, 1971
- Casse-cash, Christian Bourgois, 1971
- Jap-job, Christian Bourgois, 1971
- Alpha-Beretta, Christian Bourgois, 1971
- Micro-micmac, Christian Bourgois, 1971
- Dolly-dollar, Christian Bourgois, 1972
- Bing-banque, Christian Bourgois, 1972
- Les mers Adragantes, Éditions Jean-Claude Lattès, 1973
- Cosmos-cross, Christian Bourgois, 1973
- Tchin-tchin-queen, Christian Bourgois, 1973
- Flic-flash, Christian Bourgois, 1973
- Achète-moi les Amériques, Éditions Jean-Claude Lattès, 1975
- Aïe-heil, Christian Bourgois, 1974
- Karaté-caramel, Christian Bourgois, 1975
- Dingo-dague, Christian Bourgois, 1975
- Les Aventures fabuleuses d'Anselme Levasseur, Éditions Jean-Claude Lattès, 1976
- Darakan, Éditions Jean-Claude Lattès, 1978, et Rivages noir, 2009
- Passe-temps, Éditions Jean-Claude Lattès, 1980
- Les Appelés, Éditions Jean-Claude Lattès, 1982
- Jungle, Éditions Albin Michel, 1986
- Je ne veux plus aller à l'école, Éditions Balland, 1987
- Killer Kid, Éditions Albin Michel, 1989
- Kobar, Éditions Albin Michel, 1992
- Iaroslav, Éditions Albin Michel, 1998
- L'Homme du train, Éditions Albin Michel, 2002

#### Sous le nom de Raymond Wermelinger
- Soyez donc maçon…, Baudinière, 1978, Roman de S-F humoristique en forme de jeu littéraire, préfacé par Claude Klotz, où Patrick Cauvin intervient comme conseiller littéraire de l'auteur Raymond Wermelinger à l'intérieur même du texte[7]..)

### Romans de littérature d'enfance et de jeunesse
- Drôle de samedi soir !, Hachette, « Toboggan », 1979
- Rue de la chance, ill. Michel Guiré-Vaka, Hachette, « Éclipse », 1979
- Le Mois de mai de monsieur Dobichon, ill. Michel Guiré-Vaka, Hachette, « Éclipse », 1980
- Une seconde chance, Plon Jeunesse, 2010

### Recueil de nouvelles
- Le Livre du roman, Éditions Jean-Claude Lattès, 1994

### Essais
- Michel Sardou, Éditions Albin Michel, 1985
- Madonna !, Éditions de l'Étoile, 1983 (photographies de P. Zachmann)
- Dictionnaire amoureux des héros, Plon, 2005

### Théâtre
- Héloïse de Patrick Cauvin (2008), mise en scène de Patrice Leconte, avec Rufus, Mélanie Bernier, Bernard Alane, Agathe Natanson, Isabelle Spade, Laurent Gendron

### Scénarios de films
- Le Mari de la coiffeuse de Patrice Leconte, 1990
- Félix et Lola de Patrice Leconte, 2001
- L'Homme du train de Patrice Leconte, 2002

### Scénarios de bandes dessinées
- Bellagamba (dessins de Max Cabanes), Casterman, coll. « Grand format »
- La Chasse aux ombres, 1999
- Les Saisonniers, 2002

### Acteur
- Les Cinq Dernières Minutes : La ballade de Menardeau de Maurice Frydland, 1988

## Source
- Claude Mesplède (dir.), Dictionnaire des littératures policières, vol. 2 : J - Z, Nantes, Joseph K, coll. « Temps noir », 2007, 1086 p. (ISBN 978-2-910686-45-1, OCLC 315873361), p. 106 (Claude Klotz) et 620 (Raner).